# 费尔明·洛佩斯
费尔明·洛佩斯·马林（西班牙語：Fermín López Marín，2003年5月11日—），西班牙埃尔坎皮略人，职业足球运动员，效力于西班牙足球甲級聯賽的巴塞隆拿足球會、西班牙國家足球隊，司职中场。

## 俱樂部生涯
2016年夏天，费尔明轉會至巴塞隆拿足球會青訓營。
季前賽前在巴塞隆納訓練中表現出色後，洛佩斯於2023年7月被徵召入季前賽成年隊。在為巴塞隆納表現出色後，他獲得了國際認可，在2023年7月29 日一場友誼賽中，他攻入一球並助攻球隊3-0擊敗皇家馬德里。賽後，哈維確認洛佩斯將在2023-24賽季留在他們的成年隊。
2023年8月27日，費爾明在巴塞隆納4-3客場戰勝比利亞雷阿爾的比賽中完成了他的西甲首秀。兩天後，他與俱樂部簽訂了一份新合約，有效期至2027年6月30日，買斷條款為4億歐元。
2023年10月25日，費爾明在歐洲冠軍聯賽中首次首發，以2-1擊敗頓涅茨克礦工，並被評為該場比賽最佳球員。

## 國家隊生涯
2023年10月6日，費爾明被徵召入選西班牙21歲以下國家足球隊。隨後，他於10月13日在0-0戰平烏茲別克U23的比賽中首次亮相。
2023年10月17日，費爾明在2025年U21歐洲國家盃預選賽中客場4-0戰勝哈薩克U21的比賽中攻入了球隊的首個進球。
2024年6月5日，費爾明在對陣安道爾的友誼賽中首次代表西班牙國家足球隊出賽。他在第62分鐘取代佩德里，並助攻另一名巴塞隆納隊友費蘭·托雷斯打入全場比賽的最後一個進球，幫助西班牙在巴達霍斯的新維韋羅球場以5-0擊敗安道爾。
2024年7月，費爾明入選西班牙23歲以下國家足球隊，參加2024年夏季奧運。他和西班牙U23隊最終贏得了2024年夏季奧林匹克運動會男子足球比賽的金牌。費爾明攻入6球（包括決賽對陣法國隊的兩球），成為該屆賽事的第二佳射手（僅次於蘇菲安·拉希米）。他與隊友亚历克斯·巴埃纳成為繼法國門將阿尔贝·吕斯特之後第二位和第三位同年奪得欧洲足球锦标赛冠軍和夏季奧運會金牌的球員。

## 比賽風格
費爾明是一名精力充沛的右腳中場球員，同時也具備進攻中場的多才多藝。他技術精湛，無球跑動出色，善於利用空間，進球和助攻也很有效率。

## 榮譽
巴塞罗那
- 西班牙超級盃：2025年[13]

- 西班牙國王盃冠軍：2024–25[14]

- 西班牙足球甲级联赛冠軍：2024–25[15]

 西班牙U23
- 夏季奥林匹克运动会足球比赛金牌：2024[16]

 西班牙國家隊
- 欧洲足球锦标赛冠軍：2024年[17]